# Юзеф Вітлін
Юзеф Вітлін (пол. Józef Wittlin, 17 серпня 1896, с. Дмитрів, Королівство Галичини та Володимирії, Австро-Угорщина — 28 лютого 1976, Нью-Йорк, Сполучені Штати Америки) — польський та американський письменник, поет та перекладач єврейського походження, автор мемуарів «Мій Львів».

## Життєпис
У 1906-1914 роках Вітлін навчався у класичній гімназії у Львові, по завершенню якої склав іспит на бакалавріат. Його перший опублікований вірш «Prolog ku czci Zygmunta Krasińskiego» був надрукований у видавництві «Wici» у 1912 році до 100-річчя народження Зигмунта Красінського.
У серпні 1914 року він приєднався до добровольчого військового формування Польського легіону. Проте незабаром його підрозділ було розформовано через відмову поляків присягнути австрійському уряду. У 1915 році Юзеф Вітлін поїхав до Відня, де спершу почав вивчати у Віденському університеті філософію, а потім вивчав німецьку й французьку мови та історію мистецтва. Там же він познайомився з Йозефом Ротом і Райнером Марією Рільке, твори яких згодом переклав польською мовою.
У 1916 році разом із Йозефом Ротом приєднався до австрійської армії і після деякої військової підготовки був призваний у піхотинці. Незадовго до відправлення на італійський фронт він захворів на скарлатину через що не мав можливості брати безпосередню участь у боях. Його військова служба проходила далеко від фронту і включала, серед іншого, роботу перекладача у таборах для військовополонених з італійськими солдатами.
Після війни, у 1918 році повернувся до Львова, де працював учителем гімназії, а також продовжив навчання лінгвістики (польської літератури) та філософії у Львівському університеті. Протягом 1919–1920 років Вітлін особливо захоплювався експресіонізмом з осередку «Zdrój» («Джерело»), де у 1920 році вийшов його дебютний збірник віршів «Hymny» («Гімни»).
У 1922 році він переїхав до Лодзі, де став літературним директором місцевого муніципального театру, співзасновником і професором його драматичної школи, а також працював драматичним критиком у щоденній газеті «Głos Polski».
У 1924 році одружився з Галиною Гандельсманн. У цей час він здійснив численні подорожі Європою, які суттєво вплинули на його творчість.
У 1927 році переїжджає до Варшави. У цей час Вітлін приєднався до помірковано поетичної групи «Скамандр» на чолі з Юліаном Тувімом і Антонієм Слонімським.
У 1920-х роках він був постійним дописувачем у всіх головних польських літературних журналах. Публікував критику, статті та вірші в «Skamander», тижневику «Wiadomosci Literackie» («Літературні вісті»), який виходив у 1924–1939 роках у Варшаві, а також у пресі «Filomata».

### Еміграція
На початку Другої світової війни Віттлін емігрував із Польщі. Спочатку він жив у Парижі, звідки в травні 1940 року був евакуйований у Біарриц. За допомогою Германа Кестена йому та його родині вдалося втекти в січні 1941 року з Ніцци, а звідти через Іспанію та Португалію до Нью-Йорка, де він залишився жити після війни.
У 1941–1943 роках разом з Яном Лехонем і Казімєжем Вєржинським був співредактором «Tygodnik Polski» («Польський тижневик»). Вітлін також налагодив контакт з польським емігрантським щомісячником "Kultura", який виходив у Парижі, лондонським тижневиком "Wiadomości" під редакцією Мечислава Ґридзевського, а у 1952 році працював на радіо "Вільна Європа" (Мюнхен).
Публікації Віттліна включають збірку віршів Гімни (Гімни; 1920); збірка етюдів «Wojna, pokój i dusza poety» (1925); роман «Сіль землі» (Sól ziemi, 1936); автобіографічний том «Mój Lwów» (1946); і збірка есеїв Orfeusz w piekle XX wieku (Орфей у пеклі ХХ століття; 1963). Він переклав «Одіссею» (за яку отримав нагороду ПЕН-клубу; 1935), твори Сервантеса, Германа Гессе та особистого друга Віттліна Йозефа Рота.
Помер 28 лютого 1976 року і похований у Нью-Йорку.

## Творчість
У своїх ранніх творах, у період свого натхнення німецьким і польським експресіонізмом, Вітлін розглядав досвід Першої світової війни з виразно пацифістської позиції. У своєму найважливішому творі, романі «Сіль землі», він розповідає історію Пйотра Нєвядомського, гуцула зі східних Карпат, який проїздить територію усієї Австро-Угорщини як солдат австрійської армії. Значною мірою це автобіографічний роман, в основі якого лежать спогади  Вітліна про власний досвід участі у війні.
Це був перший роман із задуманої Вітілном трилогії «Повість про терплячого піхотинця», яку він так і не закінчив. У 1936 році «Сіль землі» була відзначена премією «Wiadomosci Literackie». Через рік роман отримав нагороду «Золотий лавровий вінок» від Польської академії літератури. А у 1939 році його було номіновано на Нобелівську премію з літератури.
Хоча Вітлін був хрещений і вважався християнським письменником, він завжди відкрито говорив про свій зв’язок із єврейським світом. У Псалмі він представився як «Я, Юзеф Вітлін, із роду Юди». У міжвоєнні роки публікував огляди польської єврейської поезії та іноземної літератури на єврейську тематику («Książki o prześladowaniu Żydów» [Книги про переслідування євреїв]; 1934).
Голокост надихнув його на деякі з найкращих віршів: «Żydom w Polsce» (Євреям у Польщі) і «Na Sądny Dzień Żydowski roku 1942/5703» (На день спокути 1942/5703), а також «Pokłon poetom getta» (Данина поетам гетто), а також вступ до збірки поезій «Z otchłani» (З прірви), спочатку опублікованої в підпільному польському виданні у 1944 році та перевиданої у США Якубом Аппенсшлаком.

### Книги
- Hymny: Poemy (1920)
- Wojna, pokój i dusza poety (1925), есеї
- Ze wspomnień byłego pacyfisty (1929)
- Etapy (1933), дорожні нотатки
- Książki o prześladowaniu Żydów (1934) [Книги про переслідування євреїв]
- Sól ziemi (1935) [Сіль землі]
- Mój Lwów, memories (1946)
- Orfeusz w piekle XX wieku (1963), есеї
- Poezje (1978), опубліковано посмертно